# 扎哈梅納國家公園
17°46′44″S 48°45′36″E / 17.77889°S 48.76000°E

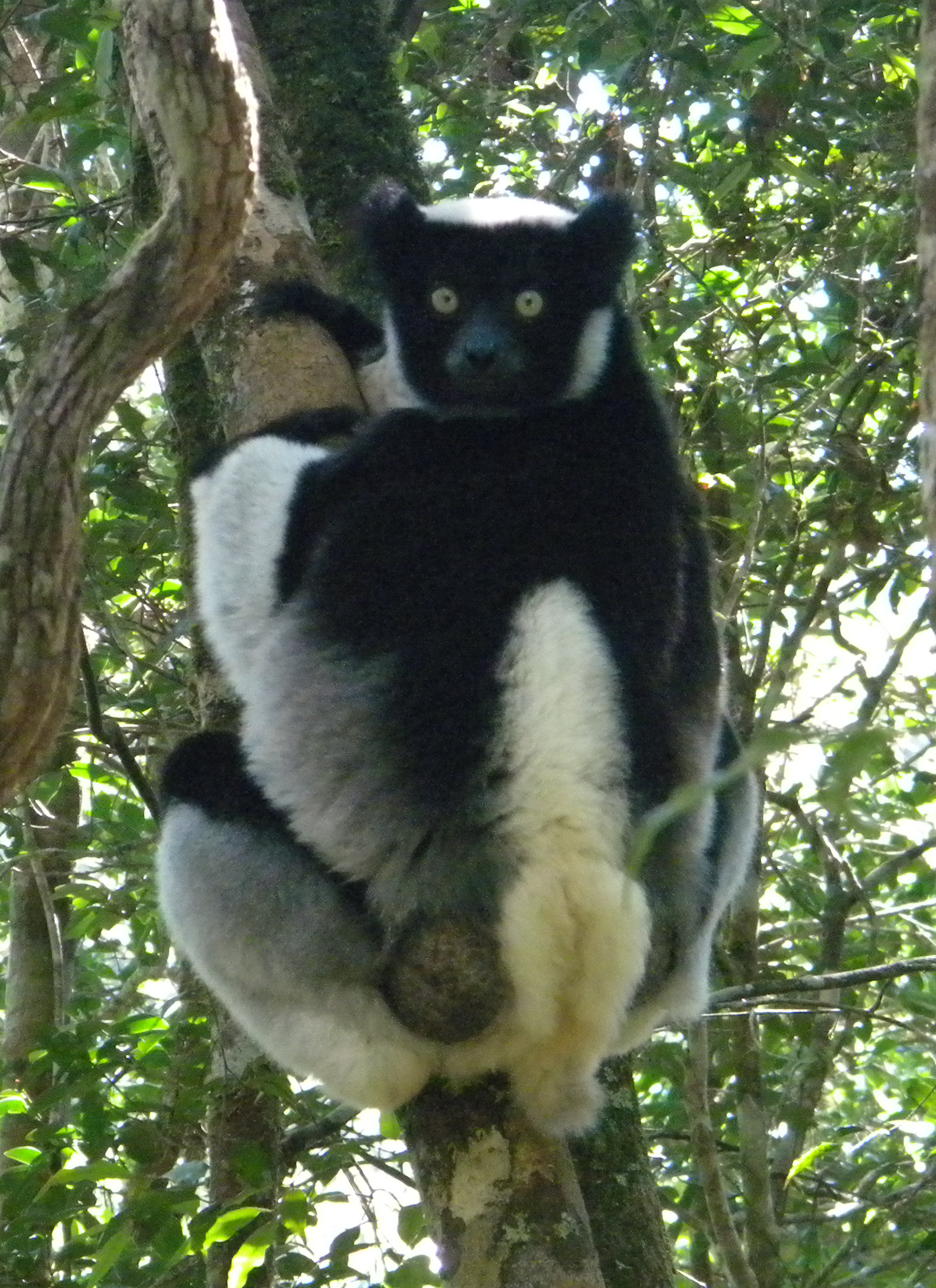

扎哈梅納國家公園是馬達加斯加的國家公園，始建於1997年，面積423平方公里，有12種鳥類、46種爬蟲類、62種兩棲類和48種哺乳類動物棲息。